# John Friedberg
John Merrill Friedberg (Baltimora, 9 marzo 1961) è un ex schermidore statunitense.

## Biografia
È il fratello dello schermidore Paul Friedberg.
Ha partecipato ai Giochi della XXV Olimpiade di Barcellona nel 1992.

## Palmarès
In carriera ha conseguito i seguenti risultati:
- Giochi Panamericani:

L'Avana 1991: argento nella sciabola a squadre.
Mar del Plata 1995: oro nella sciabola a squadre.